# ジョシュ・ブロー
ジョシュア・ブロー（Joshua Breaux, 1997年10月7日 - ）は、 アメリカ合衆国テキサス州ヒューストン出身のプロ野球選手（捕手）。右投左打。MLBのフィラデルフィア・フィリーズ傘下所属。

## 経歴

### プロ入りとヤンキース傘下時代
2017年のMLBドラフト36巡目（全体1081位）でヒューストン・アストロズから指名されたが、この時は契約しなかった。
2018年のMLBドラフト2巡目（全体61位）でニューヨーク・ヤンキースから指名され、プロ入り。契約後、傘下のルーキー級ガルフ・コーストリーグ・ヤンキースでプロデビュー。A-級スタテンアイランド・ヤンキースでもプレーし、2球団合計で30試合に出場して打率.269、13打点を記録した。
2019年はA級チャールストン・リバードッグスでプレーし、51試合に出場して打率.271、13本塁打、49打点を記録した。
2024年6月29日にリリースされた。

### フィリーズ傘下時代
2024年7月1日にフィラデルフィア・フィリーズとマイナー契約を結んだ。

## プレースタイル
バットで貢献するタイプの捕手で、最大の売りはパワーである。短大時代は投手としても活躍し、150km/h半ばの豪速球を投げていた。強肩だが動作に難があり、盗塁阻止率は低い。